# Lisa Roman
Lisa Roman (Surrey, 17 de setembro de 1989) é uma remadora canadense, campeã olímpica.

## Carreira
Roman conquistou a medalha de ouro nos Jogos Olímpicos de Verão de 2020 em Tóquio com a equipe do Canadá no oito com feminino, ao lado de Susanne Grainger, Madison Mailey, Sydney Payne, Andrea Proske, Kasia Gruchalla-Wesierski, Christine Roper, Avalon Wasteneys e Kristen Kit, com o tempo de 5:59.13.